# 加达里夫州
加達里夫州（阿拉伯语：‎），是苏丹的一个州，位於該國東部，東鄰埃塞俄比亞和厄立特里亞。面积75,263平方千米，人口為1,369,300人（2006年），首府加达里夫。